# Aton
Aton je staroegipčanski bog sonca. 
Bog Aton je Sončni disk, ki daje življenjsko moč. Prvič je bil omenjen pod vladavino faraona Tutmozisa I. približno leta 1500 pr. n. št. Bog Aton je osrednja figura v enem od egipčanskih mitoloških spisov o nastanku sveta. Amenhotep IV. je proglasil Atona za državnega boga, kar je bil korak k monoteizmu. Ob tem se je tudi preimenoval v Ehnatona (Akhenaten, Koristen Atonu).

## Hieroglifski zapisi imena
Osnovni zapis boga Atona v hieroglifih:
| M17 | X1 · N35 · N5 |

Ehnaton je zapisal svojega boga tudi v kartušo:
| S34 | G9 | N27 · N27 | V28 | D36 · Z4 · Y1 | Aa15 · N27 |

 Naj živi Re-Harahte, ki se veseli v deželi luči
| Aa15 · D21 · N35 | I9 · Aa15 | H6 | G43 | N5 | N35 · X1 · Z4 · Aa15 | M17 | X1 · N35 · N5 |

V njegovem imenu kot Šu, ki je v sončevi ploskvi
To so bile starejše verzije pisave. V poznejši verziji je:
| S34 | N5 | S38 | N27 · N27 | V28 | D36 · Z4 · Y1 | Aa15 · N27 |

Naj živi Re, gospodar obzorja, ki se veseli v deželi svetlobe
| Aa15 · D21 · N35 | I9 · Aa15 | N5 · X1 | M17 | M18 | Aa15 | M17 | X1 · N35 · N5 |

V njegovem imenu kot Jati, ki prihaja iz sončne plošče

## Mit o nastanku sveta
Stari Egipčani so si nastanek sveta in ljudi razlagali z različnimi miti. V enem od teh ima osrednje mesto bog Aton. Mit so razvili duhovniki iz Heliopolisa, ki so častili kult sončnega boga Atona.Legenda gre takole: 
V začetku so bile na svetu le kaotične vode Nun. Globoko v teh vodah je bilo jajce, v katerem je bila iskra življenja. To jajce se je razpočilo in sredi voda je nastala  gora, na kateri je sedel bog sonca Aton. Iz svojih telesnih tekočin je ustvaril otroka dvojčka, dečka in deklico – Šu in Tefnut. Srečno so živeli na gori, dokler otroka nista padla v vodo. Aton je iz svoje glave iztaknil oko in ga poslal iskati otroka. Oko je otroka našlo in ju vrnilo očetu. Ta se je od veselja razjokal in iz solz so nastali ljudje. Ob vrnitvi pa je Oko ugotovilo, da je njegovo mesto v glavi Atona že nadomeščeno z novim očesom.  Da bi Aton Oko  pomiril, ga je spremenil v kačo in jo pritrdil na svoje obrvi. To je "uraeus", ki ga  vsi egipčanski faraoni od prve dinastije dalje nosijo na kroni. Šu in Tefnut sta imela hčerko in sina – Nut in Geba. Nut je poročila svojega brata in rodile so se zvezde. Vendar pa je Nut te svoje otroke pojedla. Geb je bil zaradi tega zelo jezen in da bi Nut pobegnila pred njim se je povzpela visoko v nebo, tako da so bile njene roke na enem, noge pa na drugem obzorju. Postala je boginja neba. Geb je ostal na tleh in postal bog zemlje, med njma pa je bil Šu – bog zraka, ki je miril svoja otroka, da se nista še naprej prepirala. Vsa trojica je lovila ravnotežje v nepredvidljivih vodah Nun.

## Svetišča
- Atonov tempelj v Karnaku
- Ustanovitev mesta Ahetaton, (Atonovo obzorje), danes El-Amarna;

## Poimenovanja
Po Atonu se imenuje asteroid 2062 Aton, prvi odkriti asteroid iz skupine Atoncev.